# Balići I
Pour les articles homonymes, voir Balići.
Balići I (en italien : Balli) est une localité de Croatie située en Istrie, dans la municipalité de Žminj, dans le comitat d'Istrie. En 2001, la localité comptait 64 habitants.

## Démographie
| 1948 | 1953 | 1961 | 1971 | 1981 | 1991 | 2001 |
| ---- | ---- | ---- | ---- | ---- | ---- | ---- |
| 107  | 102  | 89   | 83   | 80   | 72   | 64   |